# Astrid Trotzig
Astrid Aina Suh-Yeo Trotzig, född 20 januari 1970 i Sydkorea, är en svensk författare.
Trotzig adopterades till Sverige när hon var fem månader gammal och blev svensk medborgare 1974. Hon har varit redaktör för Bonniers Litterära Magasin och satt i kommittén för Nordiska rådets litteraturpris 1998–2006. Hon är vice ordförande i Sveriges Författarförbund.
Trotzig är dotter till arkeologiprofessorn Gustaf Trotzig och brorsdotter till konstnären Ulf Trotzig.
Under våren 2017 var hon en av deltagarna i Kulturfrågan Kontrapunkt, som sändes på SVT1. 

## Priser och utmärkelser
- 1996 – Radio Stockholm:s EVA-pris för Bästa bok (Blod är tjockare än vatten)
- 1997 – Albert Bonniers stipendiefond för yngre och nyare författare
- 2003 – Tidningen Vi:s litteraturpris